# Cot Taluemano
Cot Taluemano är en kulle i Indonesien.   Den ligger i provinsen Aceh, i den västra delen av landet, 1 800 km nordväst om huvudstaden Jakarta. Toppen på Cot Taluemano är 182 meter över havet.
Terrängen runt Cot Taluemano är kuperad österut, men västerut är den platt. Havet är nära Cot Taluemano åt nordväst.Runt Cot Taluemano är det tätbefolkat, med 257 invånare per kvadratkilometer. Närmaste större samhälle är Banda Aceh, 12,9 km väster om Cot Taluemano. Omgivningarna runt Cot Taluemano är en mosaik av jordbruksmark och naturlig växtlighet.